# Мджарр
Мджарр, или Имджарр (мальт. Mġarr, Imġarr), ранее известен как Мджарро (сиц. Mgiarro) — небольшой посёлок на северо-западе острова Мальта, к западу от г. Моста. Расположен в изолированном регионе, окружён большим количеством ферм и виноградниками. Население, по состоянию на 2005 г., составляло 2995 человек, большинство из которых занималось сельским хозяйством.
На территории Мджарра находятся два важных доисторических археологических памятника: хорошо сохранившийся Та' Хаджрат в поле близ центра посёлка, а также Скорба, раскопанная в 1963 г., которая находится рядом с посёлком.

## Известные уроженцы и жители
- Гайя Кауки (род. в 2002 году) — юная певица, победительница конкурса «Детское Евровидение 2013»
- Кристабель — мальтийская певица, представительница Мальты на Евровидении-2018.